# Amboavory
Amboavory is een plaats en commune in het oosten van Madagaskar, behorend tot het district Amparafaravola, dat gelegen is in de regio Alaotra-Mangoro. Tijdens een volkstelling in 2001 telde de plaats 23.470 inwoners.
De plaats biedt naast lager onderwijs ook middelbaar onderwijs aan. 90 % van de bevolking werkt als landbouwer en 6 % verdient zijn brood als visser. Het belangrijkste landbouwproduct is rijst; andere belangrijke producten zijn suikerriet en maniok. Verder is 2% actief in de dienstensector en heeft 2% een baan in de industrie.